# Isabel Pantoja
Pour les articles homonymes, voir Pantoja (homonymie).
María Isabel Pantoja Martín est une chanteuse et une actrice espagnole née le 2 août 1956 dans le quartier de Triana à Séville. Elle est la fille de Juan Pantoja, parolier de fandangos.

## Biographie
Elle commence sa carrière à sept ans sous le surnom de Maribel.
Elle se marie le 30 avril 1983 avec le torero Francisco Rivera « Paquirri ».De leur union est né Franciso José, plus connu sous le nom de "Kiko Rivera" le 9 février 1984. Le 26 septembre 1984 le taureau Avispado tue Paquirri à la Plaza de Pozoblanco. À la mort du  torero, elle devient populaire connue sous le nom de "La viuda de España" (la Veuve d'Espagne) pour ses constantes démonstrations de douleur dans les médias. Pendant 15 ans Isabel reste en deuil après la tragique mort de son mari. Elle adopte une fille au Pérou en 1996, connue sous le nom d'Isa Pantoja. 
Le 16 avril 2013, Isabel Pantoja a été condamnée à 24 mois de prison pour blanchiment d'argent dans l'affaire de corruption urbanistique Malaya, et à une amende de  1.147.000 €. Elle entre en prison le 21 novembre 2014.
En 2019 elle participe à l'émission de téléréalité "Supervivientes" au Honduras.

## Discographie
- 1974 - "Fue por tu voz"
- 1975 - "Que dile y dile"
- 1976 - "Niña Isabela"
- 1979 - "22 Abriles tengo"
- 1981 - "A la limón!"
- 1981 - "Amante, amante"
- 1982 - "¡Viva Triana!"
- 1983 - "Cambiar por tí"
- 1985 - "Marinero de luces"
- 1987 - "Tú serás mi Navidad"
- 1988 - "Desde Andalucía"
- 1989 - "Se me enamora el alma"
- 1990 - "La canción española (BSO Yo soy esa)"
- 1992 - "Corazón herido"
- 1993 - "De nadie"
- 1996 - "Amor eterno"
- 1998 - "Veneno"
- 1999 - "A tu vera"
- 2002 - "Donde el corazón me lleve"
- 2003 - "Mi Navidad flamenca"
- 2004 - "Buena suerte"
- 2005 - "By Pumpin' Dolls"
- 2005 - "Sinfonía de la Copla"
- 2005 - "Mi canción de Navidad"
- 2006 - "10 boleros y una canción de amor"
- 2006 - "Un trocito de locura"
- 2010 - "Isabel Pantoja"

## Filmographie
- 1991 - "El día que nací yo"
- 1990 - "Yo soy ésa"

## Distinction
- Prix Protagonistas 2011